# Стельмахівка
Стельма́хівка — село в Україні, у Коломийчиській сільській громаді Сватівського району Луганської області. Населення становить 0 осіб. Орган місцевого самоврядування — Стельмахівська сільська рада.

## Історія
Село засноване 1864 року, знаходиться біля адміністративного кордону з Харківщиною. 

### Російсько-українська війна
Під час російського вторгнення в Україну село тимчасово перебувало під російською окупацією.
8 жовтня 2022 року Збройні сили України звільнили село від російських окупантів.
3 листопада 2022 року із села Стельмахівка у Сватівському районі після звільнення евакуювали останніх мирних жителів. Жителів вмовили виїхати, бо росіяни сильно обстрілюють села. Зимувати там буде вкрай важко і небезпечно.

## Населення

### Мова
Розподіл населення за рідною мовою за даними перепису 2001 року:
| Мова       | Кількість | Відсоток |
| ---------- | --------- | -------- |
| українська | 490       | 97.03%   |
| російська  | 15        | 2.97%    |
| Усього     | 505       | 100%     |